# Железная дорога Балыкчы — Кочкор — Кара-Кече
Железная дорога «Балыкчы — Кочкор — Кара-Кече» — строящаяся 186-километровая железная дорога, признанная соединить город Балыкчы, село Кочкор и Каракеченское буроугольное месторождение близ села Кара-Кече через территории Иссык-Кульской и Нарынской областей Кыргызстана, а далее связать со строящейся железной дорогой по маршруту Китай — Кыргызстан — Узбекистан, что создаст единую железнодорожную сеть внутри страны.

## История
На момент обретения Кыргызстаном независимости сеть железных дорог молодой республики представляла собой несколько не обладающих с внутренней вязностью участков, доставшихся в наследство от СССР. Это чрезвычайно короткие отрезки путей: Фергана — Кызылкия, Карасу — Ош, Ханабад — Джалал-Абад— Кок-Янгак, Учкурган — Таш-Кумыр, соединяющие юг Кыргызской Республики с узбекскими городами Ферганской долины, а также участок Чалдовар — Бишкек — Рыбачье (Иссык-Куль), соединявший северный города Кыргызстана с южным Казахстаном.
В 1994 году с целью устранения разорванности сети было принято решение об осуществлении проекта Транскыргызской железнодорожной магистрали Балыкчи — Кочкор — Джалал-Абад. Начавшееся в 1998 году строительство вскоре было свернуто. Проект был закрыт в 2000 году, оставив по итогу лишь недостроенные заделы станций и насыпи.
31 марта 2022 года Президент Кыргызской Республики Садыр Жапаров дал старт началу строительства железной дороги.

## Маршрут
Планируемая протяжённость маршрута «Балыкчы — Кочкор — Кара-Кече» составляет 186 километров. Первым этапом планируется строительство участка железной дороги «Балыкчы — Кочкор» протяженностью 63 км. На следующем этапе железную дорогу проведут до угольного месторождения Кара-Кече. В 2022 завершено строительство запланированных 5 км железной дороги, в 2023 году планируется выполнить строительство более 15 км железной дороги. Полное завершение и ввод в эксплуатацию железной дороги предполагается к 2030 году.

## Технические характеристики
В строительстве железной дороги используются рельсы российского производства и шпалы, сделанные в Кыргызстане. Применяемое верхнее строение относится к среднему типу, рельс — Р65, шпалы — железо-бетонные, балласт — из путевого щебня, звеньевой путь — длиной 25 метров, конструкция верхнего строения пути — стандартная. Также применяется скрепление промежуточное типа «фосла».

## Экономические характеристики
Строительство идет за счет собственных средств Государственного предприятия «НК «Кыргыз темир жолу», без привлечения дополнительных инвестиций. Также возможен вариант рассмотрения получения кредитов для скорейшего завершения строительства дороги.

## Строительство
Строительные работы начаты 31 марта 2022 года. В марте 2023 года было уже сооружено 5,9 км земляного полотна и завершена укладка 5 км верхнего строения пути. При этом также продолжаются работы по устройству нижнего строения пути с 5,1 по 5,9 засыпка щебнем, земляные работы с 7,2 по 8,4 км. На 2023 год планируется построить 15 и более км путей. Для земляных работ по устройству нижнего строения пути привлечено 20 единиц спецтехники и 30 рабочих, при укладке рельс и шпал будет привлечено 100 путейцев и 30 единиц спецтехники.

Один из сложных участков - проведение земляных работ по выемке грунта через горный хребет Боз-Бармак. Длина выемки составляет около 600 метров, глубина 16-17 метров, высота откоса - 70 метров.

В ходе раскопок были обнаружены курганы, относящиеся к III веку до нашей эры, в настоящее время ведутся археологические исследования.

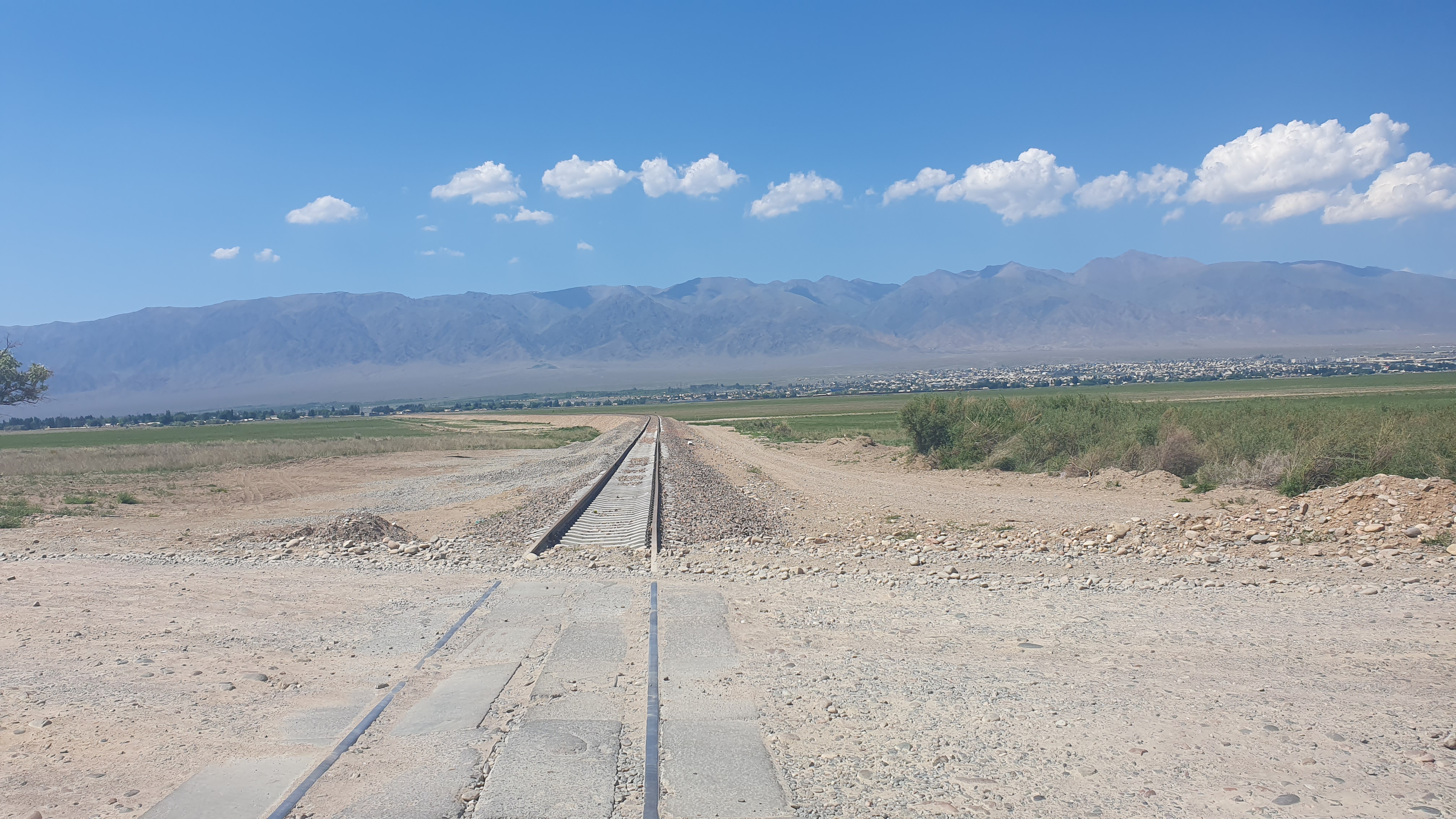
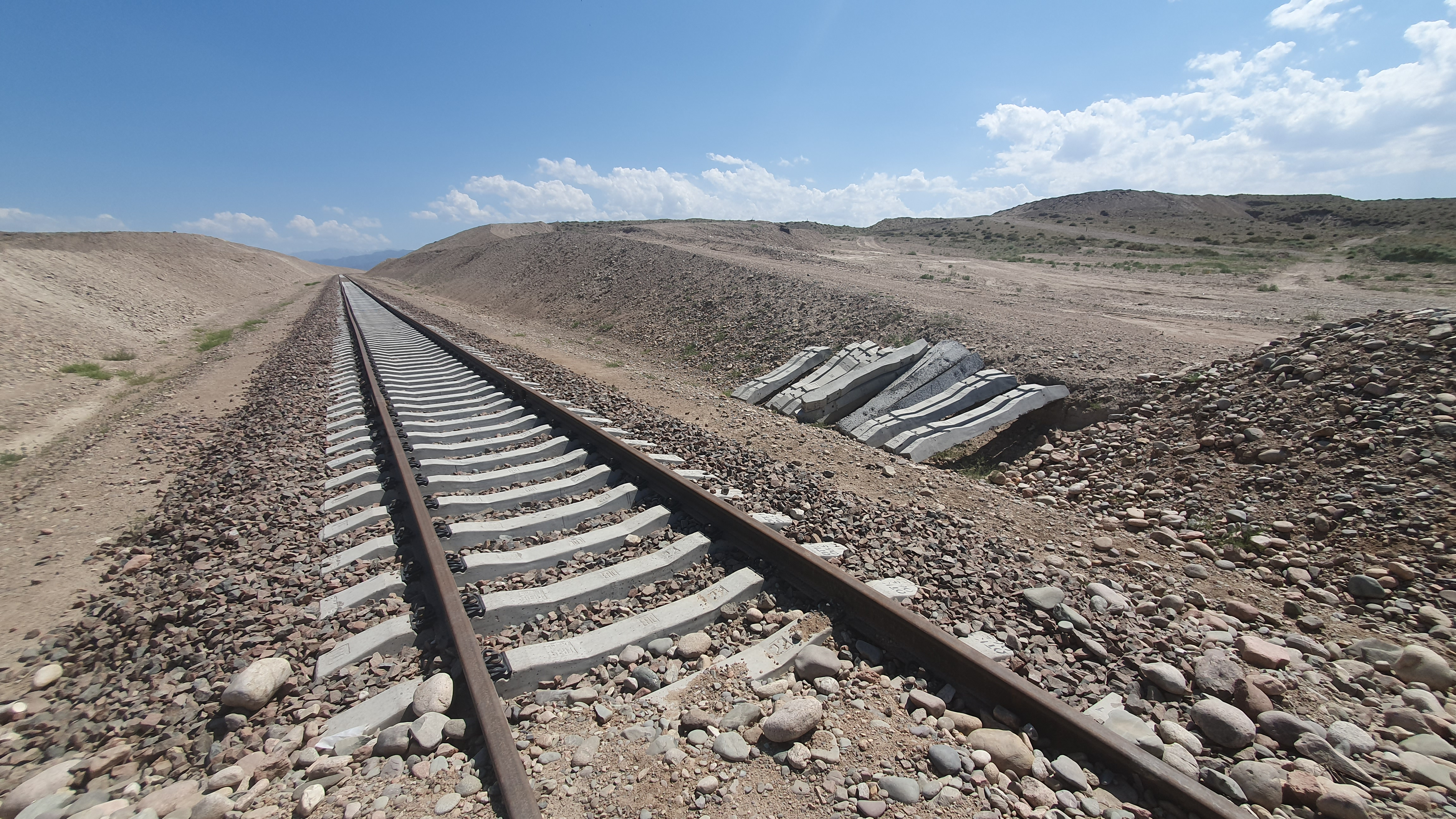
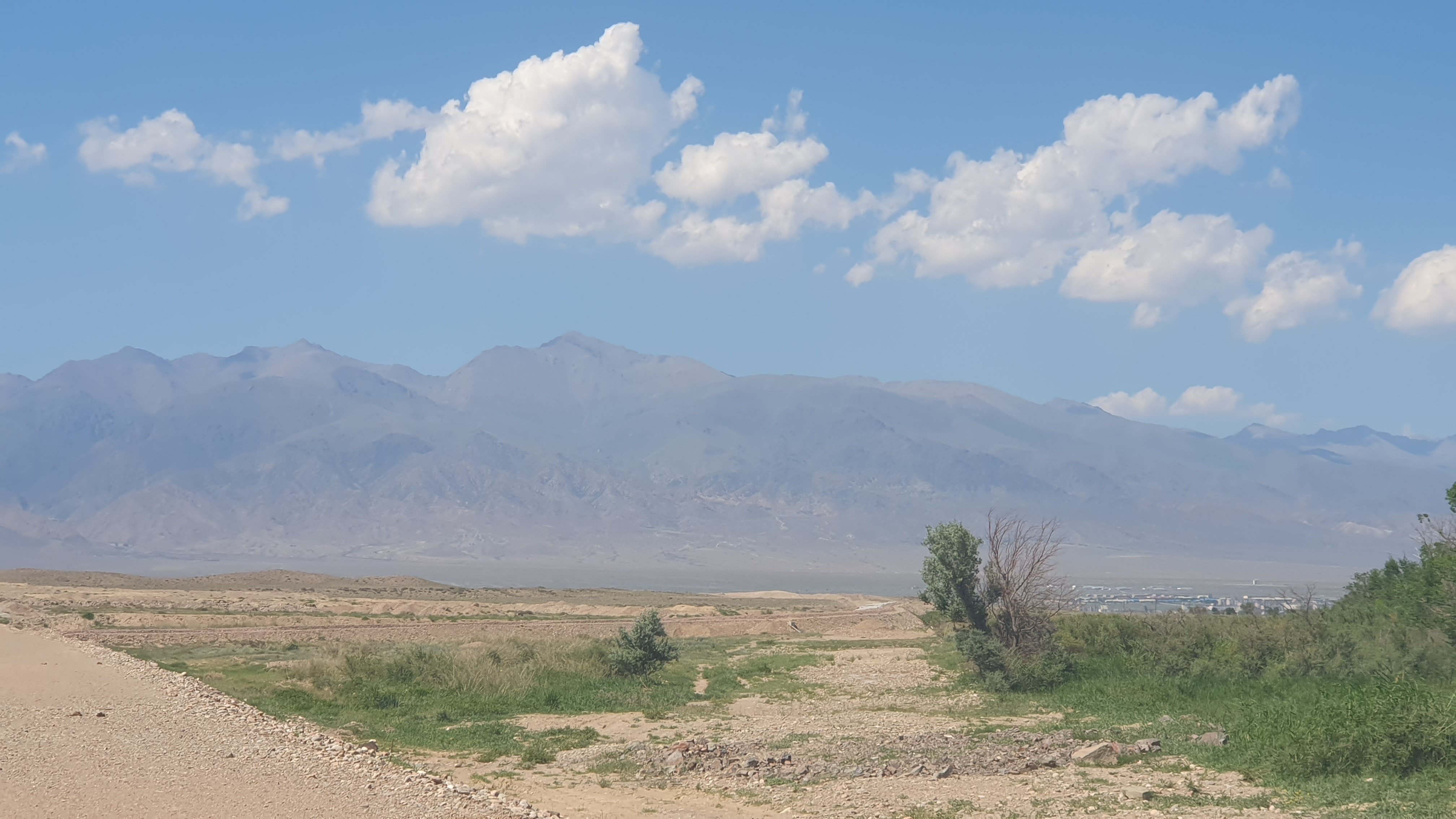